# Harpokratés

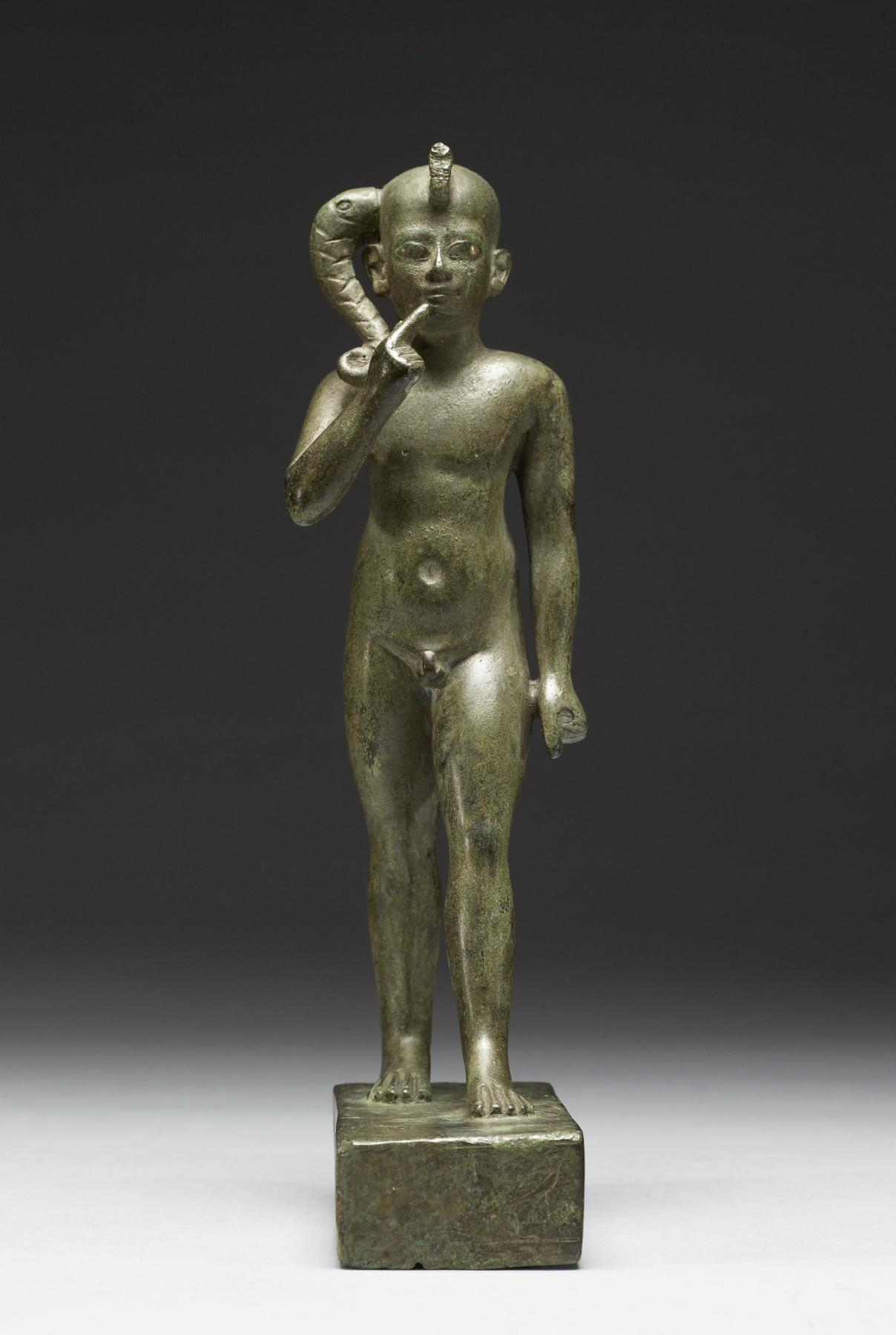
Bronzová soška Harpokrata (Walters Art Museum, Baltimore)

 V pozdní řecké mytologii, tak jak se vyvinula v ptolemaiovské Alexandrii, je Harpokratés (řecky Ἁρποκράτης) bohem ticha. Podoba Harpokrata byla Řeky přejata z podoby egyptského boha dítěte Hora. Ve starém Egyptě Horus představoval nově zrozené slunce, které vychází každý den za úsvitu. Když Řekové pod vedením Alexandra Velikého dobyli Egypt, přeměnili egyptského Hora ve svého helénistického boha jménem Harpokratés vycházeje přitom z egyptského Har-pa-khered nebo Heru-pa-khered (“Horus dítě”).

## Horus
Podle egyptské mytologie byl Horus zplozen Esetou, bohyní matkou, a Usirem, původním božským králem Egypta, který byl zavražděn svým bratrem Sutechem a stal se tak bohem podsvětí. Řekové spojili Usira s jejich bohem podsvětí, Hádem, aby tak vytvořili boha Serapida.

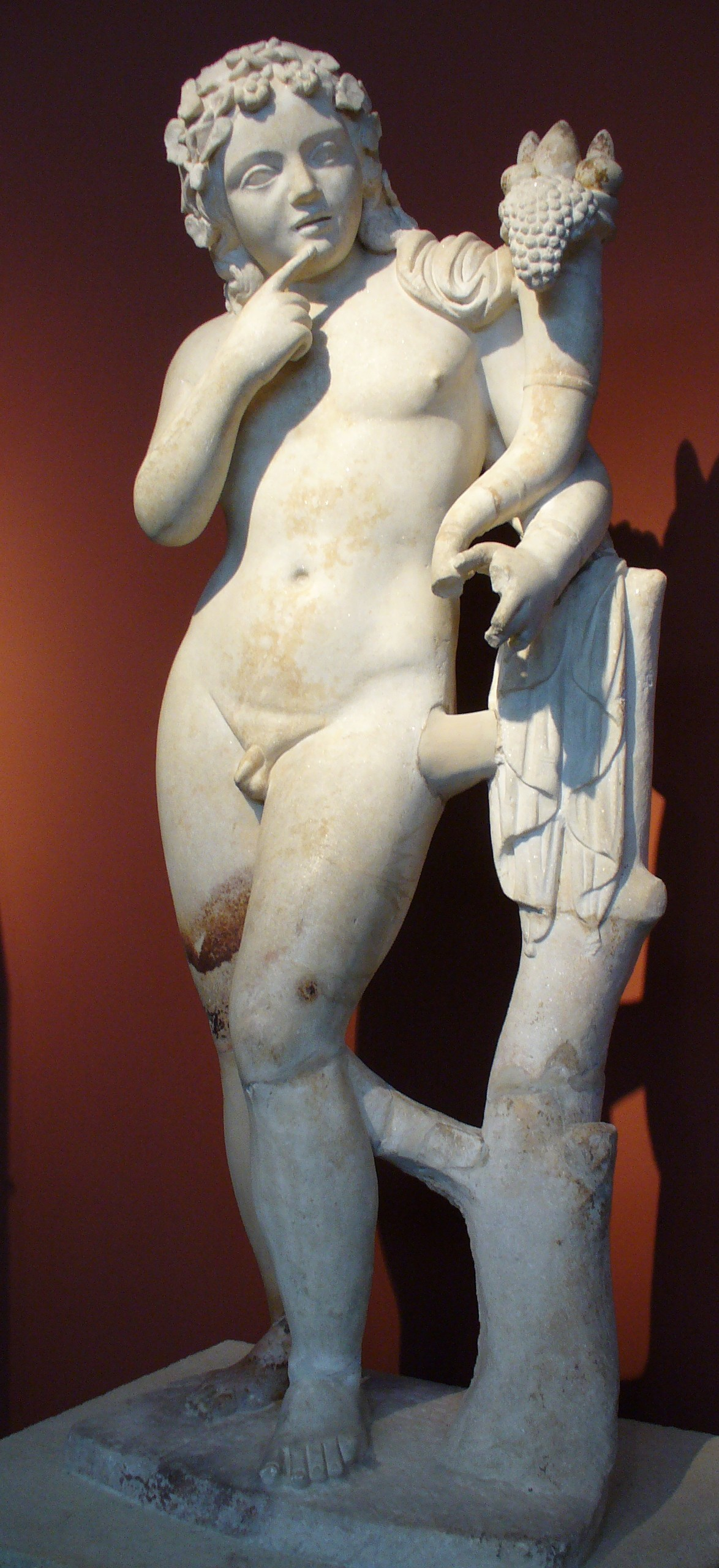
Harpokratés (Archeologické muzeum v Soluni)

 Mezi Egypťany byl dospělý Horus považován za vítězného boha slunce, který každý den překonává temnotu. Často bývá zobrazován se sokolí hlavou či jako sokol letící vysoko nad zemí. Horus válčil se Sutechem tak dlouho, dokud nad ním nezvítězil a nestal se vládcem Egypta. Všichni egyptští faraoni byli považováni za reinkarnaci vítězného Hora.
Stély zobrazující boha Heru-pa-Khered, stojícího na krokodýlím hřbetě a držícího hady ve svých roztažených rukou, byly vztyčovány na nádvořích egyptských chrámů, kde byly ponořeny do vody; tato voda pak byla používána pro žehnání a léčebné úkony, jelikož jméno Heru-pa-Khered bylo spojováno s mnohými ochrannými a léčivými silami.
V období na přelomu tisíciletí, kdy se v Alexandrii a Římě znovu stávají populárními mysterijní kulty, bylo uctívání Hora velmi rozšířené společně s uctíváním Esety (jeho matky) a Serapida (Usira, jeho otce).

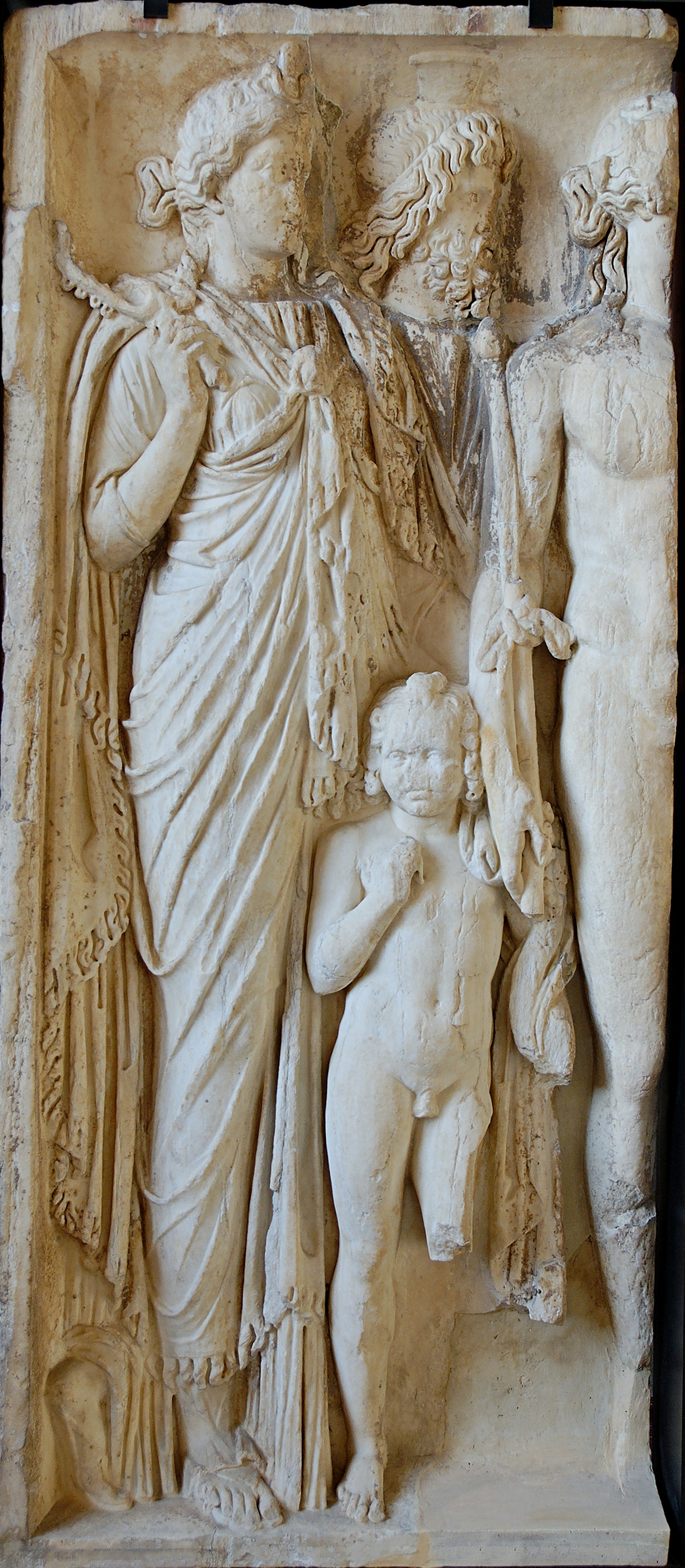
Eset, Serapis, Harpokratés a Dionýsos (Louvre)

 Harpokratés, dítě Horus, zosobňuje slunce rodící se každý den znovu, první sílu zimního slunce a také první vegetaci. Egyptské sochy zobrazují Harpokrata jako nahého chlapce s prstem na bradě a koncem prstu těsně pod rty jeho úst, což je vyjádření egyptského hieroglyfu pro „dítě“ a nijak nesouvisí s řecko-římským a moderním gestem pro „ticho“. V neporozumění tomuto gestu učinili pozdní řečtí a římští básnící z Harpokrata boha ticha, mlčení a tajemství, přičemž vycházeli z Marca Terentia Varrona, který ve svém díle De lingua Latina (O latinském jazyce) prohlašuje o zemi (Terra) a nebi (Caelum):
„Tito bohové jsou totožní s bohy, kteří jsou v Egyptě zváni Serapis a Isis, ačkoli Harpokratés mi svým prstem dává najevo, abych byl zticha. Ti samí první bohové byli v Latiu zváni Saturn a Ops.“
Nijak drahé terakotové odlitky Harpokratovy podoby, vhodné i pro domácí svatyně, jsou nalézány roztroušeny po celém území bývalé Římské říše.
Plútarchos napsal, že Harpokrates byl druhým synem Esety a že se narodil předčasně a s chromýma nohama. Horus dítě se stal zvláštním ochráncem dětí a jejich matek. Poté, co ho Re uzdravil po kousnutí jedovatým hadem, stal se Harpokratés symbolem naděje mezi bohy opatrujícími trpící lidstvo.